# Walter Calzoni
Walter Calzoni (* 8. srpna 2001) je italský profesionální silniční cyklista jezdící za UCI ProTeam Q36.5 Pro Cycling Team.

## Hlavní výsledky
2019
vítěz Giro della Castellania
2021
6. místo GP Hungary
8. místo GP Czech Republic
10. místo GP Capodarco
2022
Bělehrad–Banja Luka
 vítěz soutěže mladých jezdců
vítěz Bassano–Monte Grappa
Národní šampionát
2. místo silniční závod do 23 let
3. místo Coppa della Pace
Tour of Malopolska
5. místo celkově
 vítěz soutěže mladých jezdců
vítěz 1. etapy
8. místo GP Vipava Valley & Crossborder Goriška
2023
Tour du Rwanda
2. místo celkově
 vítěz soutěže mladých jezdců
6. místo Coppa Sabatini
8. místo Per sempre Alfredo
8. místo Memorial Marco Pantani
Settimana Internazionale di Coppi e Bartali
9. místo celkově